# ブラジル海軍艦艇一覧
ブラジル海軍艦艇一覧は、ブラジル連邦共和国海軍が過去保有した、または現在保有する、または将来保有する予定の、未完成・計画中止を含めた歴代艦艇一覧である。
凡例

## 現有勢力（2024年現在）
- 国防予算：230億ドル[1]
- 海軍人員：5万1,100名[1]
- 艦船隻数：107隻（排水量20t以上）[1]

潜水艦×6
フリゲート×6
コルベット×2
哨戒艦×7
哨戒艇×31
揚陸ヘリコプター母艦×1
ドック型揚陸艦×1
戦車揚陸艦×1
補給揚陸艦×1
中型揚陸艦×1
揚陸艇×15
海洋観測/測量艦×9
設標艦×6
練習艦艇×5
潜水艦救難艦×1
輸送艦×2
病院船×5
補給艦×1
母艦×1
航洋曳船×5
- 航空機数：99機[1]

艦載ヘリコプター×82
陸上固定翼機×17

## 艦艇一覧（近代海軍以前）

### コルベット
- （Nictheroy） - ??年、??門
- （Vital de Oliveira） - ??年、??門
- （Guanabara） - ??年、??門

### スループ
- （Trajano） - ??年、??門
- （Parnahyba） - ??年、??門
- （Primeiro de Marco） - ??年、??門

### 蒸気航走艦
- （Andrada） - ??年、??門
- Mercurio級 - 4隻

（Mercurio） - ??年、??門
（Jupiter） - ??年、??門
（Meteoro） - ??年、??門
（Marte）

### その他
未分類
- （Tonelero） - ??年、??門
- （Paysandu） - ??年、??門

## 艦艇一覧（近代海軍）

### 主力艦

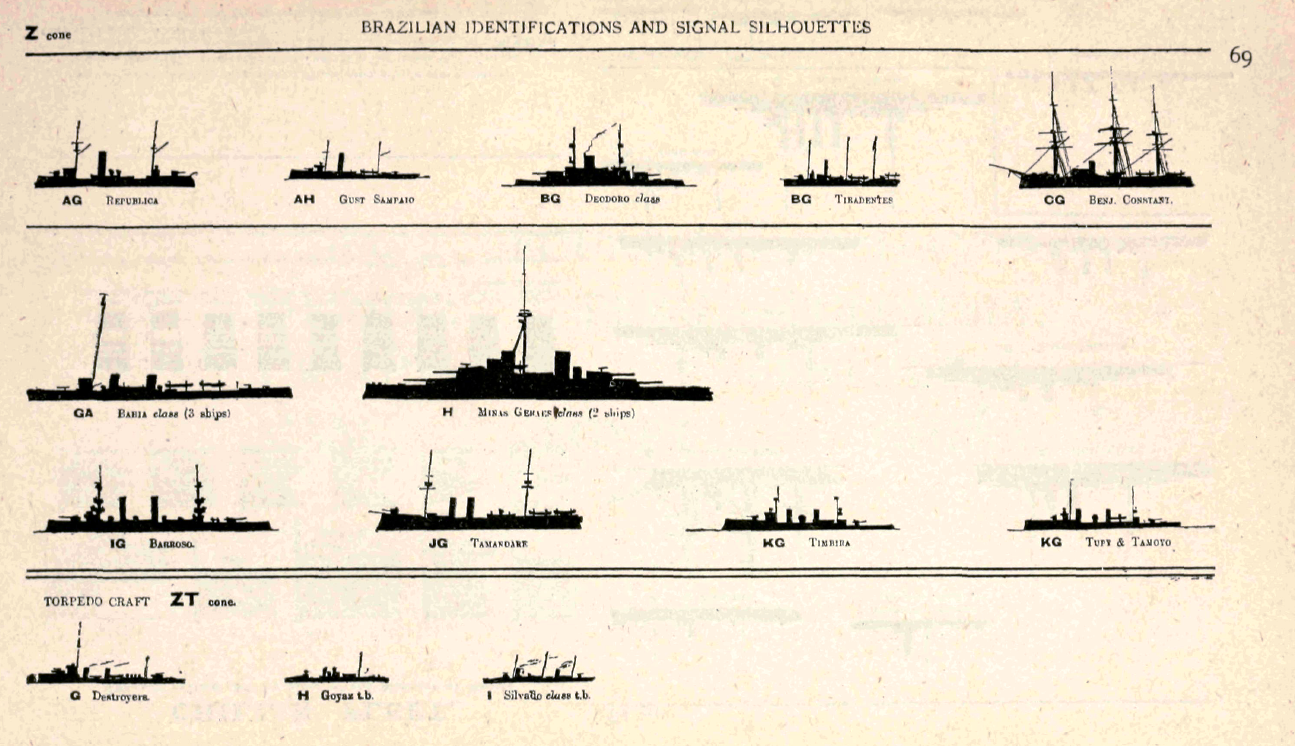
1914年のブラジル海軍の艦艇

#### 戦艦
草創期の戦艦
- リアシュエロ（Riachuelo） - 1隻 ※ 中央砲塔艦

- アキダバン（Aquidaban） - 1隻 ※ 中央砲塔艦

弩級戦艦
- ミナス・ジェライス級 - 2隻

ミナス・ジェライス（Minas Gerais）、サン・パウロ（São Paulo）
超弩級戦艦
- （Rio de Janeiro） - 0隻（1隻取得未了）[2]

- （Riachuelo） - 0隻（1隻計画中止）

海防戦艦
- （Barrozo） - 1隻 ※ 中央砲門艦

- （Brasil） - 1隻 ※ 中央砲門艦

- （Tamandare） - 1隻 ※ 中央砲門艦

- （Lima Barros） - 1隻 ※ 中央砲塔艦、旧・パラグアイ『ベロナ（Bellona）』

- （Rio de Janeiro） - 1隻 ※ 舷側砲門艦

- バイーア（Bahia） - 1隻 ※ 中央砲塔艦、旧・パラグアイ『ミネルヴァ（Minerva）』

- （Sil Vado） - 1隻 ※ 中央砲塔艦、旧・パラグアイ『ネメシス（Nemesis）』

- マリス・E・バロス（Mariz E. Barros）級 - 2隻 ※ 中央砲門艦、旧・パラグアイ艦

マリス・E・バロス（Mariz E. Barros） ※ 旧・『トリトン（Triton）』
エルヴァル（Herval） ※ 旧・『メドゥーサ（Meduza）』
- カブラル（Cabral）級 - 2隻 ※ 中央砲門艦

カブラル（Cabral）、コロンボ（Colombo）
- セテ・デ・セテンブロ（Sete de Setembro） - 1隻 ※ 中央砲門艦

- Javary - 2隻 ※ 中央砲塔艦

（Javary）、ソロモエス（Solomoes）
- インデペンデンシア（Independencia） - 0隻（1隻建造中止）[3] ※ 中央砲塔艦

- マーシャル・デオドロ級 - 2隻

マーシャル・デオドロ（Marshal Deodoro）、マーシャル・フロリアーノ（Marshal Floriano）

#### 航空母艦
航空母艦
- 旧・英『オーシャン』- 1隻

アトランティコ（NAM Atlântico）
- 旧・仏『クレマンソー』級 - 1隻

サン・パウロ（A-12 São Paulo） ※ 旧・『フォッシュ（Foch）』
軽空母
- 旧・英『コロッサス』級 - 1隻

ミナス・ジェライス（A-11 Minas Gerais） ※ 旧・『ヴェンジャンス（Vengence）』

### 水上戦闘艦

#### 巡洋艦
草創期の巡洋艦

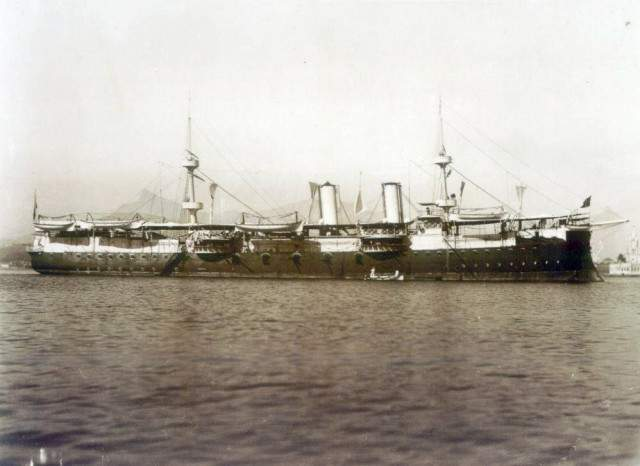
巡洋艦Tammandare

- タマンダーレ（Tammandare） - 1隻
- ベンジャミン・コンスタント（Benjamin Constant） - 1隻

防護巡洋艦
- アルミランテ・バロソ（Almirante Barroso） - 1隻
- ベンジャミン・コンスタント（Benjamin Constant） - 1隻
- レプブリカ（Republica） - 1隻
- アマパ（Amapa） - 1隻

- バイーア級 - 2隻

バイーア（Bahia）、リオ・グランデ・ド・スル（Rio Grande do Sul）
偵察巡洋艦・通報艦
- （Goytacaz） - 1隻

- （R-14 Laurindo Pitta） - 1隻

水雷巡洋艦・水雷砲艦
- （Tiradentes）、

- Tupy級 - 3隻

（Tupy）、（Timbira）、（Tamoyo）
- （Gustavo Sampaio） - 1隻

軽巡洋艦
- 旧・米『ブルックリン』級 - 1隻

バホッソ（C-11 Barroso） ※ 旧・『フィラデルフィア（Philadelphia）』
- 旧・米『セントルイス』級 - 1隻

タマンダーレ（C-12 Tamandare） ※ 旧・『セント・ルイス（St. Louis）』
仮装巡洋艦・特設巡洋艦
- ベルモンテ（Belmonte） - 1隻[4]

#### 駆逐艦
WW I以前の駆逐艦
- パラ（Pará）級 - 10隻

アマゾナス（Amazonas）、マット・グロッソ（Matto Grosso）、（Piauhy）、パラ（Pará）、リオ・グランデ・デル・ノルテ（Rio Grande der Norte）、（Parahyba）、（Alajoas）、サンタ・カタリナ（Santa Catharina）、パラナ（Paraná）、（Sergipe）
- 旧・独『V-105』級 - 2隻

※ 旧・『V-105』
※ 旧・『V-106』
大戦間の駆逐艦
- 旧・英『K』級 - 1隻

マラニャン（Maranhao） - 1隻
WW II時の駆逐艦
- 英『H』級改型 - 6隻（WW2勃発に伴い、全艦英海軍が購入）

（Jaguaribe）、（Juruena）、（Javary）、（Jutahy）、（Japura）、（Jurua）
- マルシーリオ・ジーアス級（米『マハン』級改型） - 3隻[6]

（D-24 Greenhalgh）、マルシーリオ・ジーアス（D-25 Marcilio Dias）、マリース・イ・バホス（D-26 Mariz e Barros）
- 旧・米『キャノン』級 - 8隻

（D-16 Babitonga） ※ 旧・『アルジェ（Alger）』
（D-17 Baependi） ※ 旧・『キャノン（Cannon）』
（D-18 Bauru） ※ 旧・『レイボルド（Reybold）』
（D-19 Beberibe） ※ 旧・『ハーツォク（Herzog）』
（D-20 Benevente） ※ 旧・『クリストファー（Christopher）』
（D-21 Bertioga） ※ 旧・『パンネウィル（Pennewill）』
（D-22 Bocaina） ※ 旧・『マリス（Maris）』
（D-23 Bracui） ※ 旧・『マッキャン（McAnn）』
WW II後の駆逐艦
- Amazonas級 - 6隻

（D-10 Acre）、（Apa）、（Amazonas）、（Ajuricaba）、（D-14 Araguaia）、（D-15 Araguari）
- 旧・米『フレッチャー』級 - 7隻

パラ（D-27 Pará） ※ 旧・『ゲスト（Guest）』
パライバ（D-28 Paraíba） ※ 旧・『ベネット（Bennett）』
パラナ（D-29 Paraná） ※ 旧・『カッシング（Cushing）』
ペルナンブコ（D-30 Pernambuco） ※ 旧・『ヘイリー（Hailey）』
ピァウイ（D-31 Piaui） ※ 旧・『ルイス・ハンコック（Lewis Hancock）』
サンタ・カタリナ（D-32 Santa Catarina） ※ 旧・『アーウィン（Irwin）』
マラニャン（D-33 Maranhão） ※ 旧・『シールズ（Shields）』
- 旧・米『アレン・M・サムナー』級 - 5隻

マト・グロッソ（D-34 Mato Grosso） ※ 旧・『コンプトン（Compton）』
セルジーペ（D-35 Sergipe） ※ 旧・『ジェームス・C・オーエンス（James C. Owens）』
アラゴアス（D-36 Alagoas） ※ 旧・『バック（Buck）』
リオ・グランデ・ド・ノルチ（D-37 Rio Grande do Norte） ※ 旧・『ストロング（Strong）』
エスピリト・サント（D-38 Espirito Santo） ※ 旧・『ロウリー（Lowry）』
- 旧・米『ギアリング』級 - 2隻

マルシーリオ・ジーアス（D-25 Marcilio Dias） ※ 旧・『ヘンリー・W・タッカー（Henry W. Tucker）』
マリース・イ・バホス（D-26 Mariz e Barros） ※ 旧・『ブリンクリー・バス（Brinkley Bass）』

#### フリゲート
- ニテロイ級 - 6隻 ※ ソーニクロフトMk-10型

ニテロイ（F-40 Niterói）、デフェンソーラ（F-41 Defensora）、コンスティトゥイサン（F-42 Constituição）、リベラウ（F-43 Liberal）、インデペンデンシア（F-44 Independência）、ウニアン（F-45 União）
- 旧・米『ガーシア』級 - 4隻

パラ（D-27 Pará） ※ 旧・『アルバート・デヴィッド（Albert David）』
パライバ（D-28 Paraiba） ※ 旧・『デヴィッドソン（Davidson）』
パラナ（D-29 Paraná） ※ 旧・『サンプル（Sample）』
ペルナンブコ（D-30 Pernambuco） ※ 旧・『ブラッドレイ（Bradley）』
- 旧・英『22』型 - 4隻

（F-46 Greenhalgh） ※ 旧・『ブロードスウォード（Broadsword）』
（F-47 Dodsworth） ※ 旧・『ブリリアント（Brilliant）』
（F-48 Bosisio） ※ 旧・『ブレイズン（Brazen）』
ハディマッケ（F-49 Rademaker） ※ 旧・『バトルアックス（Battleaxe）』
- Barroso級 - 0隻（1隻建造中）

※ 建造中：
（V-34 Barroso）
- タマンダーレ級 - 0隻（4隻建造中）[1]

タマンダーレ（F-35 Tamandare） 
ジェロニモ・デ・アルブケルケ（F-36 Jeronimo De Albuquerque） 
クーニャ・モレイラ（F-37 Cunha Moreira）
マリス・エ・バロス（F-38 Mariz e Barros）

#### コルベット
- Imperial Marinheiro級 - 10隻

（V-15 Imperial Marinheiro）、（V-16 Iguatemi）、（V-17 Ipiranga）、（V-18 Forte de Coimbra）、（V-19 Caboclo）、（V-20 Angostura）、（V-21 Bahiana）、（V-22 Mearim）、（V-23 Purus）、（V-24 Solimoes）
- イニャウマ級 - 4隻

イニャウマ（V-30 Inhaúma）、ジャセグァイ（V-31 Jaceguai）、ジュリオ・デ・ノロニャ（V-32 Júlio de Noronha）、フロンティン（V-33 Frontin）

### 潜水艦

#### 攻撃原潜
- 『S-NAC-2』型 - 0隻（計画中止） ※ 隻数不明、複数

#### 通常動力型潜水艦
WW Iまでの潜水艦
- 『Laurenti Fiat』型 - 3隻

F-1、3、5
WW IIまでの潜水艦
- 『Ansaldo』型 - 1隻

ウマイタ（Humaita）
- 旧・伊『Perla』級 - 3隻

タモイオ（Tamoio） ※ 旧・『（Ascianghi）』
トゥピ（Tupi） ※ 旧・『（Neghelli）』
ティンビラ（Timbira） ※ 旧・『（Gondar）』
WW II以降の潜水艦
- 旧・米『ガトー』級 - 9隻

ウマイタ（Humaita） ※ 旧・『マスカルンジ（Muskallunge）』
リアシュエロ（Riachuelo） ※ 旧・『パドル（Paddle）』
（S-10 Guanabara） ※ 旧・『ドッグフィッシュ（Dogfish）』、GUPPY-II
（S-11 Rio Grande do Sul） ※ 旧・『サンド・ランス（Sand Lance）』、GUPPY-II
（S-12 Bahia） ※ 旧・『シー・レパード（Sea Leopard）』、GUPPY-II
（S-13 Rio de Janeiro） ※ 旧・『オダックス（Odax）』、GUPPY-II
（S-14 Ceara） ※ 旧・『アンバージャック（Amberjack）』、GUPPY-II
（S-15 Goias） ※ 旧・『トランペットフィッシュ（Trumpetfish）』、GUPPY-III
（S-16 Amazonas） ※ 旧・『グリーンフィッシュ（Greenfish）』、GUPPY-III
- 英『オベロン』級 - 3隻

（S-20 Humaita）、（S-21 Tonelero）、（S-22 Riachuelo）
- 独『209/1400』型 - 4隻

トゥピ（S-30 Tupi）、タモイオ（S-31 Tamoio）、ティンビラ（S-32 Timbira）、タパジョー（S-33 Tapajó）
- 『209/1400mod』型 - 1隻

ティクナ（S-34 Tikuna）
- 仏『スコルペヌ』型 - 2隻（2隻建造中）

リアシュエロ（S-40 Riachuelo）、ウマイタ（S-41 Humaitá）、トネレオ（S-42 Tonelero）、アンゴスツラ（S-43 Angostura）

### 機雷戦艦艇

#### 敷設艦艇
機雷敷設艦
- （Carlos Gomez） - 1隻

- Camocim級 - 6隻

（Camocim）、（Cananeia）、（Carioca）、（Cabedelo）、（Caravela）、（Canavieras）
- （Itapimirim） - 1隻 ※ 旧・『（Maria do Couto）』

- （Itacurussa） - 1隻

#### 掃海艦艇
掃海艇
- Iguape級 - 2隻

（Iguape） ※ 元・『（Salles de Carvalho）』
（Itajai） ※ 元・『（Rio Pardo）』
沿岸掃海艇
- 旧・米『MSCo』型 - 4隻

（M-11 Javari） ※ 旧・『カーディナル（Cardinal）』
（M-12 Juruena） ※ 旧・『グラクル（Grackle）』
（M-13 Jurua） ※ 旧・『ジャックダウ（Jackdow）』
（M-14 Jutai） ※ 旧・『エグレット（Egret）』
- 西独『340a』型 - 6隻

（M-15 Aratu）、アニャトミリン（M-16 Anhatomirim）、（M-17 Atalaia）、（M-18 Aracatuba）、（M-19 Abrolhos）、（M-20 Albardao）

### 両用戦艦艇

#### 揚陸艦艇
揚陸ヘリコプター母艦
- 旧・英『オーシャン』級 - 1隻[1]

アッランチコ（A-140 Atlantico） ※ 旧・『オーシャン（Ocean）』
ドック型揚陸艦 （LSD ）
- 旧・米『トーマストン』級 - 2隻

セアラ（G-30 Ceará） ※ 旧・『ハーミテージ（Hermitage）』
リオ・デ・ジャネイロ（G-31 Rio de Janeiro） ※ 旧・『アラモ（Alamo）』
- 旧・仏『フードル』級 - 1隻[1]

バイーア（G-40 Bahia） ※ 旧・『シロッコ（Siroco）』
戦車揚陸艦 （LST ）
- 旧・米『サフォーク・カウンティ』級 - 1隻

（G-26 Duque de Caxias） ※ 旧・『グラント・カウンティ（Grant County）』
- 旧・米『LST-511』型 - 1隻

ガルシア・ダビラ（G-28 Garcia D'Avila） ※ 旧・『アウタガミ・カウンティ（Outagamie County）』
- 旧・米『ニューポート』級

マットーゾ・マイア（G-28 Mattoso Maia） ※ 旧・『カユーガ（Cayuga）』
中型揚陸艇 （LCM ）
- 『EDVM-17』型 - 6隻 ※ 旧・米『LCM(6)』型

EDVM-301、302、303、304、305、306
- 旧・米『LCM(8)』型 - 5隻

- 『EDVM-25』型 - 5隻

GED-801、802、803、804、805
汎用揚陸艇 （LCU ）
- 旧・米『LCU-1610』型 - 4隻

（L-10 Guarapari）、（L-11 Timbau）、（L-12 Camboriu）、（L-13 Tramandai）
車両兵員揚陸艇 （LCVP ）
- 各型 - 28隻 ※ 日本製

- 『EDVP-11』型 - 32隻

EDVP-501、502、503、504、505、506、507、508、509、510、511、512、513、514、515、516、517、518、519、520、521、522、523、524、525、526、527、528、529、530

#### 輸送艦艇
輸送艦
- （Itassuce） - 1隻 ※ 後に『アルミランテ・フロンティン（Almirante Frontin）』

- （Orizaba） - 1隻 ※ 後に『（Duque de Caxias）』

- （Itapema） - 1隻 ※ 後に『（Jose Bonifacio）』

- 『Pereira』級 - 4隻

（G-16 Barroso Pereira）、（G-20 Custodio de Mello）、（G-21 Ary Parreiras）、（G-22 Soares Dutra）
- （G-40 Altantico） - 1隻

小型輸送艦
- 『Tenente』級 - 2隻

（Tenente Fabio）、（Tenente Raul）
- Rio Doce級 - 6隻 ※ ハーバー・トランスポート（Harbour Transport）

（U-20 Rio Doce）、（U-21 Rio das Contas）、（U-22 Rio Formoso）、（U-23 Rio Real）、（U-24 Rio Turvo）、（U-25 Rio Verde）
- （R-47 Sargento Borges） - 1隻 ※ ハーバー・トランスポート（Harbour Transport）

- Rio Pardo級 - 4隻 ※ ハーバー・トランスポート（Harbour Transport）

（U-40 Rio Pardo）、（U-41 Rio Negro）、（U-42 Rio Chui）、（U-43 Rio Oiapoque）
- Anchova級 - 7隻 ※ ハーバー・トランスポート（Harbour Transport）

（R-54 Anchova）、（R-55 Arenque）、（R-56 Atum）、（R-57 Acara）、（R-58 Agulha）、（R-59 Aruana）、（R-60 Argentina）
- （U-29 Piraim） - 1隻 ※ リバー・トランスポート（River Transport）

### 哨戒艦艇

#### 哨戒・警備艦艇
砲艦
- Pernambuco級 - 2隻 ※ 河用モニター

（Pernambuco）、（Maranhao）
- Javary級 - 3隻 ※ 河用モニター

（Javary）、（Madeira）、（Solimoes）
- Jutahy級 - 2隻 ※ 河用砲艦

（Jutahy）、（Teffe）
- Acre級 - 2隻 ※ 河用砲艦

（Acre）、（Missoes）
- （Oyapocque） - 1隻 ※ 河用砲艦

- （Amapa） - 1隻 ※ 河用砲艦、元・『（Caiapo）』

- （Ajuricaba） - 1隻

- パルナイバ（U-17 Parnaiba） - 1隻 ※ 河用モニター・ソーニクロフト型

- （G-15 Paraguassu） - 1隻 ※ 元・『ビクトリア（Victoria）』、河用モニター・ホワイト型'

- （Antonio Joao） - 1隻 ※ 河用砲艦

哨戒艦
- ペドロ・ティシェイラ級河川哨戒艦 - 2隻

（P-20 Pedro Teixeira）、（P-21 Raposo Tavares）
- ロライマ級河川哨戒艦 - 3隻

（P-30 Roraima）、（P-31 Rondonia）、（P-32 Amapa）
- アマゾナス級哨戒艦×3隻[9]

アマゾナス（P120 Amazonas）、アパ（P121 Apa）、アラグアリ（P122 Araguari）
哨戒艇
- Piraju級 - 6隻

（P-1 Piraju）、（P-2 Pirambu）、（P-3 Piranha）、（P-4 Pirapia）、（P-5 Piraque）、（P-6 Pirauna）
- 米『Swift Mk-II』型 - 16隻

R-61、62、63、64、65、66、67、68、69、70、71、72、73、74、75、76
- （Porto Esperanca） - 1隻 ※ 河川哨戒艇

- Grajau級 - 12隻

（P-40 Grajau）、（P-41 Guaiba）、（P-42 Grauna）、（P-43 Goiana）、（P-44 Guajara）、（P-45 Guapore）、（P-46 Gurupa）、（P-47 Gurupi）、（P-48 Guanabara）、（P-49 Guaruja）、（P-50 Guaratuba）、（P-51 Gravatai）
- 『Tracker-20』型 - 4隻

（CPRJ-05 Rio） ※ 元・『P-8002』
（CPSP-07 Espadarte） ※ 元・『P-8003』
（CPCE-03 Mucuripe） ※ 元・『P-8004』
（NN-01 Timbiras） ※ 元・『P-8005』
P-8006、8007（LP-05～06）
- 旧・英『River』型 - 4隻

（P-60 Bracui） ※ 旧・『（Jorge Leite）』
（P-61 Benevente） ※ 旧・『（Melo Baptista）』
（P-62 Bocaina） ※ 旧・『（Andromeda）』
（Babitonga） ※ 旧・『（Arun）』
- ピラティーニ級哨戒艇（旧・米『PGM』型） - 6隻

（P-10 Piratini） ※ 旧・『PGM-109』
（P-11 Piraja） ※ 旧・『PGM-110』
（P-12 Pampeiro） ※ 旧・『PGM-118』
（P-13 Parati） ※ 旧・『PGM-119』
（P-14 Penedo） ※ 旧・『PGM-120』
（P-15 Poti） ※ 旧・『PGM-121』
- 『AVINPA-21』型 - 16隻以上

- LPR-40型河川哨戒艇 - 4隻[10]

水雷艇
- Panne級 - 6隻 ※ シーハウ型

（Panne）、（Pedro）、（Pedro Affonso）、（Pedro Ivo）、（Pernambuco）、（Silvado）
- Alpha級 - 3隻 ※ ソーニクロフト型

（Alpha）、（Beta）、（Gamma）
- Araguary級 - 4隻

（Araguary）、（Bento）、（Gonzalves）、（Iguatemi）
- （Sabino Voera） - 1隻

- ヤーロウ型 - 5隻

Nos-1、2、3、4、5
- （Tamborin） - 1隻

- （Piratiny） - 1隻

- （Poty） - 1隻

- （Moxoto） - 1隻

- （Inhanduay） - 1隻

- （Goyaz） - 1隻

駆潜艇
- Guaiba級 - 8隻

（Guaiba） ※ 旧・『PC-604』
（Guapore） ※ 旧・『PC-544』
（Gurupi） ※ 旧・『PC-547』
（Goiana） ※ 旧・『PC-554』
（Graju） ※ 旧・『PC-1236』
（Grauna） ※ 旧・『PC-561』
（Guajara） ※ 旧・『PC-607』
（Gurupa） ※ 旧・『PC-605』
- Javari級 - 8隻

（Javari） ※ 旧・『SC-763』
（Jutai） ※ 旧・『SC-762』
（Jurua） ※ 旧・『SC-764』
（Juruena） ※ 旧・『SC-766』
（Jaguarao） ※ 旧・『SC-765』
（Jaguaribe） ※ 旧・『SC-767』
（Jacui） ※ 旧・『SC-1288』
（Jundiai） ※ 旧・『SC-1289』
トローラー船
- 旧・英艦 - 6隻

（Barreto de Menezes） ※ 旧・『（Paru）』
（Felipe Camarao） ※ 旧・『（Papaterra）』
（Fernandes Vieira） ※ 旧・『（Parati）』
（Henrique Dias） ※ 旧・『（Pargo）』
（Matias de Albuquerque） ※ 旧・『（Pampano）』
（Vidal de Negreiros） ※ 旧・『（Pelegrime）』

### 補助艦艇

#### 補給艦艇
給油艦・油槽艦
- （Novais de Abreu） - 1隻

- （G-27 Marajo） - 1隻 ※ 旧・『（Maristan）』、Replenishment Oiler

- （G-17 Potengi） - 1隻 ※ 河用油槽艦

- Raza級 - 2隻 ※ 旧・米艦

（G-19 Raza） - 1隻 ※ 旧・『クラスカナイン（Klaskanine）』
（G-20 Rijo） - 1隻 ※ 旧・『グアルーラ（Gualula）』
- （Ilha Grande） - 1隻 ※ 旧・米『（Silver Star Park）』

- （Comandante Garcia D'Avila） - 1隻 ※ 旧・『YO-71』

- Mataripe級 - 2隻

（BO-1 Mataripe）、（Taubate）
- Anita Garibaldi級 - 2隻

（Anita Garibaldi）、（A-10 Gastao Moutinho）
- （R-11 Martins de Oliveira） - 1隻

- マラジョ（G27 Marajó） - 1隻

- アルミランテ・ガストン・モッタ（G-23 Almirante Gastao Motta） - 1隻 ※ Replenishment Oiler

- （U-16 Trinidade） - 1隻

給水艦
- Itapura級 - 2隻

（R-42 Itapura）、（R-43 Paulo Afonso）
- Paulo Afonso級 - 2隻

（BA-1 Paulo Afonso）、（Itapura）
輸送船・運送船
- （Andrada） - 1隻

#### 支援艦艇
水雷母艦
- （Itajuba） - 1隻

潜水母艦
- （Ceará） - 1隻

工作艦
- （G-24 Belmonte） - 1隻 ※ 旧・米『LST-1127』

魚雷揚収船
- （Miguel dos Santos） - 1隻

- （Apremdiz Ledio Conceicao） - 1隻
- （U-30 Almirante Hess） - 1隻

潜水艦救難艦
- 旧・米ペンギン（Penguin）級 - 1隻

（K-10 Gastao Moutinho） ※ 旧・『スカイラーク（Skylark）』
- （K-11 Felinto Perry） - 1隻[11]
- （Adams Challenge） - 1隻[11]

#### 練習艦艇
練習艦
- （U-27 Brasil） - 1隻[12]

練習艇
- Aspirante Nascimento級 - 3隻

（U-10 Aspirante Nascimento）、（U-11 Guarda Marinha Jansen）、（U-12 Guardia Marinha Brito）
- Rosca Fina級 - 3隻

（U-31 Rosca Fina）、（U-32 Voga Picada）、（U-33 Leva Arriba）
- （U-28 Bauru） - 1隻 ※ 元・『Bracui』

- Ajuri級 - 6隻

（Ajuri）、（Mutirum）
帆装練習艦
- （Almirante Saldanha） - 1隻
- （Guanabara） - 1隻 ※ 旧・独『（Albert Leo Schlageter）』
- （Albatros） - 1隻 旧・英スクーナー『ウィッシュボーン（Wishbone）』
- （U-20 Cisne Branco） - 1隻

標的艦
- （R-26 Trinidade） - 1隻

#### その他
測量艦・調査船
- （Jaceguay） - 1隻 ※ 旧・英『フェアフィールド（Fairfield）』
- （Rio Branco） - 1隻 ※ 旧・加『マーガレット（Margaret）』

- Jose Bonifacio級 - 2隻

（Jose Bonifacio） ※ 旧・『（Itapema）』
（Vital de Oliveira） ※ 旧・『（Itauba）』
- （Aspirante Nascimento） - 1隻 ※ 旧・『ヴィーナス（Venus）』

- Sirius級 - 2隻

（H-21 Sirius）、（H-22 Canopus）
- Argus級 - 3隻

（H-31 Argus）、（H-32 Orion）、（H-33 Taurus）
- （H-40 Antares） - 1隻 ※ Seismic Survey Ship

- （H-10 Almirante Saldanha） - 1隻

- （H-43 Almirante Alvaro Alberto） - 1隻

- 旧・英『River』型 - 1隻

（H-36 Taurus） - 1隻 ※ 旧・『（Jorge Leite）』
測量艇・調査艇
- Paraibano級 - 11隻

（H-11 Paraibano）、（H-12 Rio Branco）、（H-13 Mestre Joao dos Santos）、（H-14 Jaceguai）、（H-15 Itacurussa）、（H-16 Camocim）、（H-17 Caravelas）、（H-24 Castelhanos）、（H-27 Faroleiro Areas）、（H-28 Faroleiro Santana）、（H-30 Faroleiro Nascimento）
- （U-15 Subofical Oliveira） - 1隻

海洋観測艦
- 旧・米『ロバート・D・コンラッド（Robert D. Conrad）』級 - 1隻

（H-41 Almirante Camara） ※ 旧・『サンズ（Sands）』
南極観測船
- （H-42 Barao de Teffê） - 1隻
- （H-44 Ary Rongel） - 1隻

病院船
- Oswaldo Cruz級 - 2隻

（U-18 Oswaldo Cruz）、（U-19 Carlos Chagas）
- （U-16 Doutor Montenegro） - 1隻

航洋曳船
- （Marechal Hermes） - 1隻

- （Jaguarayo） - 1隻

- （Maria do Conto） - 1隻

- Laurindo Pitta級 - 2隻

（Laurindo Pitta）、（Lomba）
- Anibal Mendonca級 - 2隻

（Anibal Mendonca）、（D. N. O. G）
- （Heitor Perdigao） - 1隻

- （Muniz Freire） - 1隻

- （R-20 Van den Kolk） - 1隻

- 旧・米『ATA』型 - 3隻

（R-21 Tritao） ※ 旧・『ATA-234』
（R-22 Tridente） ※ 旧・『ATA-235』
（R-23 Triunfo） ※ 旧・『ATA-236』
- Almirante Guilhem級 - 2隻

（R-24 Almirante Guilhen）、（R-25 Almirante Guillobel）
曳船
- 蘭『Nautic』型 - 6隻

（R-31 Audaz）、（R-32 Centauro）、（R-33 Guarani）、（R-34 Lamego）、（R-35 Passo da Patria）、（R-36 Voluntario）
- （Mario Alves） - 1隻 ※ 河用曳船

- （Antonio Joao） - 1隻 ※ 河用曳船

- （Almirante Wadenkolk） - 1隻

- （Almirante Julio de Noronha） - 1隻

- Isaias de Noronha級 - 3隻

（Isaias de Noronha）、（BNRJ-01 Teniente Lahmeyer）、（D. N. O. G）
- Marroig級 - 4隻

（R-14 Comandante Didier）、（R-15 Comandante Marriog）、（R-17 Tenente Magalhaes）、（R-18 Cabo Schram）
- Intrepido級 - 4隻

（BNRJ-16 Intrepido）、（BNRJ-17 Arrojado）、（BNRJ-18 Valente）、（BNRJ-19 Impavido）
港内曳船
- 『2207』型 - 4隻

BRJ-16、17、18、19
灯台見回り船
- Mario Alves級 - 2隻

（Mario Alves）、（Lahmeyer）
- （H-34 Almirante Graca Aranha） - 1隻

- Comandante Varella級 - 5隻

（H-18 Comandante Varella）、（H-19 Comandante Manhaes）、（H-20 Tenente Castelo）、（H-25 Tenente Boanerges）、（H-26 Faroleiro Mario Seixas）
- Amorim do Valle級 - 7隻 ※ 河川灯台見回り船

（H-35 Amorim do Valle）、（H-36 Tauris）、（H-37 Gomes Sampaio）、（H-38 Pegasus）、（H-39 Andromeda）、（H-45 Jorge Leite）、（H-46 Melo Matista）
- 『LB-20』型 - 10隻

（CPSP-02 Achernar）、（SSN-224 Aldebaran）、（CPSF-03 Betelgeuse）、（CPES-03 Capella）、（SSN-4103 Denebola）、（CPPR-05 Fomalhaut）、（SSN-4204 Regulus）、（SSN-506 Rigel）、（SSN-409 Vega）、（CAMR-11 Pollux）
- 旧・英『リバー（River）』型 - 2隻

（H-35 Amorim do Valle） ※ 旧・『ハンバー（Humber）』
（H-37 Garnier Sampaio） ※ 旧・『エイムズデール（Heimsdale）』
ヨット
- （Jose Bonifacio） - 1隻

- Tenente Rosa級 - 2隻

（Tenente Rosa）、（Tenente Ribeiro）
- （Silva Jardim） - 1隻

ランチ・艀
- （Sao Francisco dos Santos） - 1隻

- （Ubirajara dos Santos） - 1隻

- （Operario Luis Leal） - 1隻

- （Miguel dos Santos） - 1隻

- （Aprendiz Ledio Conceicao） - 1隻

- 『LAEP』型 - 144隻 ※ Riverine Training and Patrol Launch

浮ドック
- 旧・米『ARD-12』型 - 1隻

（Ceara） ※ 旧・『ARD-14』、後に『（G-25 Afonso Pena）』
- （G-25 Afonso Pena） - 1隻

- 旧・米『ADFL-1』型 - 1隻

（G-26 Almirante Jeronymo Goncalves） - 1隻 ※ 旧・『AFDL-4』
- 旧・米『AFDL-34』型 - 1隻

（G-27 Cidade de Natal） ※ 旧・『AFDL-39』
その他
- Logistic Support - 7隻

（R-26 Antonio Joao）、（R-31 Audaz）、（R-32 Centauro）、（R-33 Guarani）、（R-34 Lamego）、（R-35 Passo de Patria）、（R-36 Voluntario）
- Miscellaneous Small Water Tanker - 3隻

（R-38 Dr. Gondim）
（R-40 Guairia）
（R-41 Iguacu）
- Lightship - 1隻

（Risca do Zumbi） - 1隻
- 未分類

（R-13 Almirante Brasil）
（R-27 A. Barbosa）
（R-44 Maria Quiteria）
（R-51 Argentina）
（Marisco）
（Tenente Claudio）
DHN-225